# Jim Hartland
Jim Hartland (1 de agosto de 1969) es un deportista británico que compitió en remo. Ganó dos medallas de plata en el Campeonato Mundial de Remo, en los años 1992 y 1997.

## Palmarés internacional
| Campeonato Mundial | Campeonato Mundial     | Campeonato Mundial | Campeonato Mundial      |
| Año                | Lugar                  | Medalla            | Prueba                  |
| ------------------ | ---------------------- | ------------------ | ----------------------- |
| 1992               | Montreal (Canadá)      | Medalla de plata   | Ocho con timonel ligero |
| 1997               | Aiguebelette (Francia) | Medalla de plata   | Ocho con timonel ligero |